# Blitz Film
Blitz Film & Video Distribution družba za trgovino, d.o.o. je slovensko podjetje, ustanovljeno leta 2000. Sedež ima na Pržanu. Njegov direktor je Tomislav Vinceković. Je podružnica hrvaškega podjetja Blitz d.o.o. s sedežem v Zagrebu, ki ima podružnice še v BiH in Srbiji.
Skupina Blitz se ukvarja z distribucijo filmov v kinematografih, na digitalnih medijih in platformah ter TV postajah, vključno s kanali CineStar TV v lasti Duplicato Media d.o.o., katerega direktor je prav tako Tomislav Vinceković.
Prvega januarja 2020 je skupina Blitz prevzela 2i film d.o.o., dotedanjega distributerja The Walt Disney Company v Sloveniji, Hrvaški, BiH, Severni Makedoniji in Albaniji. Poleg tega Blitz distribuira filme družb 20th Century Studios, LionsGate Films, Amblin Partners, Miramax, Filmnation Entertainment, STX Entertainment, Endeavor, StudioCanal, Pathe, Gaumont in SND. Na Hrvaškem ima ekskluzivne pravice za distribucijo filmov Warner Bros. Pictures International in Paramount Pictures International.